# Mucientes
Mucientes és un municipi de la província de Valladolid a la comunitat autònoma espanyola de Castella i Lleó.

## Demografia
| 1850 | 1877  | 1900  | 1930  | 1950  | 1970 | 1981 | 1990 | 2001 | 2005 |
| ---- | ----- | ----- | ----- | ----- | ---- | ---- | ---- | ---- | ---- |
| 973  | 1.338 | 1.413 | 1.406 | 1.291 | 910  | 722  | 651  | 598  | 644  |

### Política local
Resultats de totes les eleccions municipals a Mucientes des de 1979.
| Partit polític             | 1979                 | 1983                 | 1987                    | 1991                    | 1995                 | 1999                 | 2003                    | 2007                    |
| UCD                        | 301 (5)              | -                    | -                       | -                       | -                    | -                    | -                       | -                       |
| PP                         | -                    | 261 (4)              | 274 (4)                 | 249 (4)                 | 246 (4)              | 299 (5)              | 198 (3)                 | 193 (3)                 |
| PSOE                       | 151 (2)              | 211 (3)              | 213 (3)                 | 202 (3)                 | 231 (3)              | 129 (2)              | 275 (4)                 | 313 (4)                 |
| ALCALDE                    | Jesús Centeno Cabeza | Jesús Centeno Cabeza | Baldomero Núñez Panedas | Baldomero Núñez Panedas | Jesús Centeno Cabeza | Jesús Centeno Cabeza | Alfonso Panedas Tuvilla | Alfonso Panedas Tuvilla |
| Votants i (Cens electoral) | 458 (580)            | 486 (561)            | 508 (581)               | 472 (574)               | 490 (?)              | 456 (542)            | 491 (541)               | 519 (585)               |